# Horní Čermná
Horní Čermná é uma comuna checa localizada na região de Pardubice, distrito de Ústí nad Orlicí.